# アークバード
アークバード（英: Arkbird）は、ナムコ（後のバンダイナムコゲームス）のPlayStation 2用フライトシューティングゲーム『ACE COMBAT 5 THE UNSUNG WAR』に登場する架空の有人宇宙機。「大気機動宇宙機」と呼ばれる独自のカテゴリーに属する。本来は一種の衛星兵器として開発された機体だが、世界情勢の急激な変化によって、その役割が二転三転した。

## 開発経緯

### 戦略防衛構想
1980年代初頭、オーシア連邦とユークトバニア連邦共和国は、イデオロギー対立による冷戦状態にあり、両国共に核兵器に関する様々な政策を展開していた。オーシアでは核攻撃に対する戦略を形成していき、確証破壊戦略から相殺戦略を経て、戦略防衛構想（SDI）へと発展していった。レールガンなどの運動エネルギー兵器やレーザー兵器を搭載した攻撃衛星や、早期警戒衛星などの偵察衛星を配備し、従来の地対空ミサイルなどによる迎撃システムとの組み合わせにより、多段階での迎撃を可能とする高度な弾道ミサイル迎撃システムを構築していった。これに対し弾道ミサイルの側は柔軟性に富む軌道変更や多弾頭化、および早期警戒衛星の赤外線センサーから逃れる手段を模索することになる。ユークトバニア海軍のシンファクシ級潜水空母に代表される弾道ミサイル発射プラットフォームの高性能化は、オーシア側が有する迎撃能力を上回る可能性があるとされ、これを受けて国防総省高等研究計画局が対抗策として打ち出した案が「大気機動宇宙機」であった。
この大気機動宇宙機とは、通常時は一般的な衛星と同様に常に軌道上を周回し、偵察衛星等によって敵国のミサイル発射が探知された場合は、大気圏上層に降下してウェーブライディングによって軌道を変更する「大気利用軌道変更」によって迅速に迎撃ポイントに移動し、搭載する高出力レーザー兵器によりブースト・ミッドコース・ターミナルフェイズのすべての段階での弾道ミサイル迎撃を可能とする機体で、通常の人工衛星と比べると極めて柔軟な軌道変更が可能であり、従来の宇宙機とは比較にならない高い自由度を有するとされていた。しかし実証建造に至る前に冷戦が終結し、実現する事はなかった。

### 軌道清掃プラットフォーム
1990年代後半、ベルカ戦争を経て大きく疲弊していたオーシア、ユークトバニア両国は、1999年7月に地球への落着が予想されていた小惑星ユリシーズへの対処を共同で行う事となった。両国ともユリシーズに対して直接の迎撃手段を講じる人的・経済的な余裕はなかったが、1999年初頭から目に見えて両国間の関係は改善していき、ユリシーズ落着後の復興計画や、軌道上に大量に発生すると予想された微小隕石群の除去等で協力体制が築かれる事となった。
大気機動宇宙機は微小隕石の除去を行うプラットフォームとして再び着目され、オーシアの設計案をベースに両国の共同で建造される事となった。船体上部には弾道ミサイル迎撃用レーザー（ABL）が設けられる予定であったが、より効果的なユークトバニア製の対微小隕石用高出力レーザーに変更され、レーザーで破壊や軌道変更が難しい質量物への対策として破砕用ミサイルも搭載された。両国の協議によって機体下部のレーザーユニットは取り外され、地上に対してのレーザー照射は不可能となり、かつて兵器として計画された大気機動宇宙機は純粋な平和利用に転換された。

## 特徴
厳密には人工衛星に区別されるが、大気圏上層に降下し軌道面を大きく変更する大気利用軌道変更ができるため、従来の宇宙プラットフォームにはない機動性能を持つ。この性能実現のため、機体全体のシルエットは一般的な人工衛星とはかけ離れた特殊な形状となっており、巨大な航空機のような印象を与えるU字型に反った二等辺三角形に近いものである。
就航後は地上に降りることなく軌道上を周回し、補給は再使用型宇宙往還機（SSTO)による往還にて行われている。補給に際してはアークバードは減速し、SSTOと共に相対速度を合わせつつ腹側のカーゴベイを開きドッキングする。物資の搬入を終えたらアークバードは高度を上げ、SSTOは大気圏に再突入し元のマスドライバー基地へと帰還する。
全長は500m程度あり、建造はマスドライバーで部品を打ち上げ、宇宙空間で組み立てる形で行われた。

## 運用

### 軌道清掃
大陸戦争で失われたストーンヘンジと交代するかのように稼働を開始した大気機動宇宙機「アークバード」は大きな成果を挙げ、2008年時点で確保された整備範囲は静止軌道において80％の換算に及んだ。またアークバードは新たな宇宙圏プラットフォームとして段階的に運用計画を変更する計画が進められており、スペースデブリへの対応と並行してオーシアとユークトバニアが共同して恒久的宇宙ステーション建設への足がかりとして活用する方針であった。この計画には中央ユージア連合（FCU）、ベルーサも参画を表明していた。

### アークバード宣言
オーシアのハーリング大統領は就任以来「国境を超えた場所」での首脳会議を説いてきた。過去にもこれに近い例として永世中立国のウェロー民主連邦国の遠洋で開催が試みられたことがあったが、シェルパ期間中に港湾部でテロ未遂事件が発生し急遽中止となっていた。2008年、サミットの議長国となったオーシアのハーリング大統領は、宇宙空間にあるアークバードでサミットを開催することとし、参加国はオーシア、ユークトバニア、アネア、ベルーサ、ノルトランド、FCU、エルジアが参加するG7となった。オーシアにとって敵対同盟の最右翼に当たるエルジアを参加国に含めた理由は、ユージア大陸における難民問題や旧エルジア軍残党勢力による不安定要素を国際協力によって解決するためであった。各国代表はオーシアとユークトバニアの協調姿勢を支持し、包括的核実験禁止条約（CTBT）の早期発行と普遍化促進などの核不拡散努力を継続し、余剰兵器プルトニウム問題への取り組みを始め、第二次戦略兵器削減条約（START-2）への移行を進めるとした。またユージア大陸や周辺地域における難民問題等の責任を共有する新たなパートナーシップへの道を開くことに同意した。

### 軍事転用
2010年に勃発した環太平洋戦争において、ユークトバニア軍の潜水空母シンファクシによる攻撃で2隻の空母を失ったオーシア軍は、対抗手段としてアークバードの軍事転用を決定した。10月3日、取り外された下部のレーザーユニットを再び取り付けるため、バセット国際宇宙基地のマスドライバーでSSTOの打ち上げを試みた。ユークトバニア軍の妨害攻撃を受けたものの、空軍の活躍もあり打ち上げに成功した。レーザーユニットを取り付けたアークバードは弾道ミサイルの迎撃という本来のミサイル迎撃能力を発揮できるようになった。
10月4日、ユークトバニア軍はサンド島制圧のため揚陸艦隊を向かわせたが、オーシア軍機の対艦攻撃によって損害を増しつつあった。その中でシンファクシは散弾ミサイルでオーシア軍の対艦攻撃部隊を攻撃した。アークバードはレーザーで散弾ミサイルを空中で迎撃することに成功したが、シンファクシ側もこれに対抗し複数発の散弾ミサイルで飽和攻撃した。アークバードは一部の迎撃に成功したものの、全弾の迎撃はできず散弾ミサイルはオーシア軍機に向かって襲いかかった。これを回避した一部のオーシア軍機は対艦攻撃を再開し、アークバードの乗員も抜本的な状況解決のため対潜哨戒機と情報共有した。アークバードは水中にいるシンファクシに向けてレーザー攻撃し、メインバラストタンクを損傷したことで潜航不可能となった。アークバードの追撃によって艦載機発進口が破壊され、オーシア軍機の対艦攻撃を受けてシンファクシは撃沈された。
10月25日、地上から打ち上げられた補給物資に混入していた爆発物によって動力部を破損した。以後、オーシア軍のミサイル防衛兵器として使用されることはなかった。しかし地上から物資の打ち上げは続いており、灰色の男たちに制圧されたアークバードは機能を回復した。灰色の男たちの手によって無人戦闘機フォーゲルとフォーゲルの射出装置が追加された。12月10日頃にシルム山の鉱山施設からV1戦術核兵器の輸送が開始された。打ち上げ施設を経由してアークバードは核兵器を受け取り、ユークトバニアのオクチャブルスクに向けて核攻撃を企図し飛行を開始した。オーシア軍のケストレル艦隊は情報収集艦アンドロメダによって暗号指令の解読に成功し、アークバードを使ったユークトバニアへの核攻撃の情報を掴んだ。軌道観測から大気摩擦を使った軌道変更するために高度を低下させる時刻と座標を割り出し、ラーズグリーズ隊をその座標に向かわせた。12月19日、アークバードがセレス海上空で高度を落とした際に、囚われていたオーシア人宇宙飛行士のジョン・ハーバードが脱出の際に機体に細工を行ったことで、より低高度への降下を余儀なくされた。アークバードはその状況でラーズグリーズ隊との交戦状態に突入した。ラーズグリーズ隊の攻撃でロケットエンジンを破壊され、オクチャブルスクへの移動が不可能になるものの、その事態を想定して用意されていた第2作戦に従い、手近なオーシア領を攻撃するため南へ進路を変更した。ラーズグリーズ隊との戦闘の末、複合サイクルエンジンと補助エンジンをすべて破壊され、セレス海中央部の上空で撃墜された。墜落地点周辺を航行している船舶はなく、放射線の拡散も見られなかった。
戦後、オーシア政府はアークバードの墜落に関しては事故であると説明していたが、2020年に実施された機密文書の開示により、テロリストの工作でユークトバニアに向かっている最中にオーシア軍機によって撃墜されたことが公開された。

## 関連設備
バセット国際宇宙基地
オーシアとユークトバニアの両国が共同で管理している施設。SSTO射出用のマスドライバーを挟んで北はユークトバニア、南はオーシアの優先開発エリアとなっている。環太平洋戦争時にはオーシアの管理下に置かれ、アークバードへの補給や建造途中のまま放棄されていたSOLG（戦略衛星軌道砲）の建造再開を阻止することを目的にマスドライバーを破壊しようとするユークトバニア軍から攻撃を受けた。

## 参考資料
- 『ACE COMBAT 5 THE UNSUNG WAR』　ナムコ、2004年。
- 「ACES WEB - WORLD - WORLD NEWS - OUR SCIENCE,2004」　ナムコ、2004年12月29日
- 「ACES WEB - WORLD - WORLD NEWS - GAZE August,2008」　ナムコ、2004年12月29日
- 「ACES WEB - WORLD - WORLD NEWS - ПОСЛЕДУЙТЕ September,1991」　ナムコ、2004年12月29日。
- 「ACES WEB - WORLD - WORLD NEWS - UNTITLED PHOTO SELECTION」　ナムコ、2004年12月29日。
- 『エースコンバット5 ジ・アンサング・ウォー パーフェクトガイド』　ソフトバンクパブリッシング、2004年、234、251、262、263頁。